# Бонковська Олександра Богданівна
Олекса́ндра Богда́нівна Бонко́вська (нар. 1 січня 1959, Львів) — українська театральна актриса, драматург. Народна артистка України (2013).

## Життєпис
1978 — закінчила театральну студію при Львівському українському музично-драматичному театрі ім. М. Заньковецької (викладач Олекса Ріпко).
1985 — закінчила факультет журналістики Львівського університету імені Івана Франка.
З 1978 працює в Національному академічному українському драматичному театрі імені Марії Заньковецької (Львів).
Як драматург написала п'єсу «Загублена в снігах Сибіру» про репресовану українську актрису Ніну Певну.
Співає українські пісні, має записи.
Також Олександра Богданівна бере активну участь у громадському житті, зокрема в проекті «Відчинилося життя» (турбота про людей з вадами зору). 2009 року разом з композитором Юрієм Саєнком створювала аудіоверсію абетки для незрячих.
2012 року озвучила інструкції для незрячих людей до 103 лікарських засобів.
Озвучила також відому абетку видавництва «А-ба-ба-га-ла-ма-га» для незрячих малюків.

## Ролі
- Анеля («Для домашнього вогнища» за І. Франком)
- Василина («Суєта» І. Карпенка-Карого)
- Емма Боварі («Мадам Боварі» Я. Стельмаха за Ґ. Флобером)
- Зося («Дами і гусари» А. Фредро)
- Квятковська («Талан» М. Старицького)
- Констанція Моцарт («Жіночі ігри» О. Фединьова)
- Ліда («Таке кохання» П. Когута)
- Любуня («Народний Малахій» М. Куліша)
- Марина («Гріх і покаяння» І. Карпенка-Карого)
- Марта («Благочестива Марта» Т. де Моліни)
- Марта («Меланхолійний вальс» за О. Кобилянською)
- Мати Перебійниха («Бояриня» Лесі Українки)
- Ніна («Мужчина» Г. Запольської)
- Шаріка («Шаріка» Я. Барнича)
- Магда («Штани» Ф. Дунаї)